# Ordine di San Pietro di Cettigne
L'Ordine di San Pietro di Cettigne (in montenegrino: Орден Светог Петра, Orden Svetog Petra) è il primo ordine dinastico della casata dei Petrović-Njegoš.

## Storia
L'Ordine venne introdotto dall'allora principe Nicola I del Montenegro nel 1869, anche se la leggenda lo vuole addirittura risalente al tempo del principe-vescovo (Vladika) Pietro II Petrović-Njegoš.
L'Ordine veniva concesso essenzialmente ai membri della famiglia dei Petrović-Njegoš, ma anche a cittadini stranieri di rilievo ed agli altri capi di stato stranieri o a principi e principesse di case reali non montenegrine.
L'Ordine trae il proprio nome dal santo patrono della chiesa ortodossa montenegrina, il principe-vescovo (Vladika) Pietro di Cettigne, la persona che effettivamente ridiede piena indipendenza al Montenegro contribuendo alla fondazione del moderno stato.
Con l'assorbimento del Montenegro nel nuovo stato della Jugoslavia (1918), l'ordine ha comunque continuato ad essere conferito come onorificenza privata in quanto ordine di collazione familiare e non statale.

## Gradi
L'Ordine comprende la sola classe di Cavaliere/Dama.

## Insigniti notabili
- Nicola I del Montenegro
- Boris del Montenegro
- Veronica del Montenegro
- Milena del Montenegro
- Altinaï del Montenegro
- Nicola Petrović-Njegoš
- Pietro I di Serbia
- Alessandro I di Jugoslavia
- Dimitrij di Russia
- Vittorio Emanuele III di Savoia
- Vittorio Emanuele di Savoia
- Marina Ricolfi Doria
- Emanuele Filiberto di Savoia
- Sua Altezza Eminentissima il Principe Gran Maestro del Sovrano Militare Ordine di Malta Frà Andrew Bertie
- Sua Altezza Borwin Duke of Mecklenburg
- Sua Eminenza Il Segretario di Stato Cardinale Pietro Parolin
- S. E. Il Nobile Gr. Cr.Dr. Alessio Butti, Consigliere Diplomatico di S.A.R. il Principe di Montenegro Nicola Petrovich-Njegos.
- S.E. il Conte Gr. Cr. Prof. Giuseppe Tedeschi, Rappresentante Ufficiale della Casa Reale di Montenegro.